# روگتس
روگتس (به آلمانی: Rogätz) یک شهر در آلمان است که در Börde واقع شده‌است. روگتس ۲٬۲۱۹ نفر جمعیت دارد.